# هيلين كلارك (لاعبة هوكي الحقل)
هيلين كلارك (بالإنجليزية: Helen Clarke) هي لاعب هوكي الحقل نيوزيلندية، ولدت في 16 أبريل 1971 في أوكلاند في نيوزيلندا.

## وصلات خارجية
- هيلين كلارك على موقع الاتحاد الدولي للهوكي (الإنجليزية)
- هيلين كلارك على موقع اللجنة الأولمبية الدولية (الإنجليزية)
- هيلين كلارك على موقع أوليمبيديا (الإنجليزية)
- هيلين كلارك على موقع اللجنة الأولمبية النيوزيلندية (الإنجليزية)
- هيلين كلارك على موقع اتحاد ألعاب الكومنولث (مؤرشف) (الإنجليزية)